# بنیدیکت (کانزاس)
بنیدیکت (به انگلیسی: Benedict) شهری در ایالت کانزاس کشور ایالات متحده آمریکا است که جمعیت آن در سرشماری سال ۲۰۱۰ میلادی، ۷۳ نفر بوده‌است.